# Boeing XAT-15
Boeing AT-15 là một loại máy bay huấn luyện kíp lái máy bay ném bom của Hoa Kỳ, do bộ phận tại Wichita của Boeing thiết kế chế tạo. Chỉ có 2 mẫu được thiết kế với tên gọi XAT-15.

## Quốc gia sử dụng
Hoa Kỳ
- Quân đoàn Không quân Lục quân Hoa Kỳ

## Tính năng kỹ chiến thuật (XAT-15)
Dữ liệu lấy từ 
Đặc điểm tổng quát
- Kíp lái: 1
- Chiều dài: 42 ft 4 in (12.90 m)
- Sải cánh: 59 ft 8 in (18.19 m)
- Diện tích cánh: 457 ft2 (42.46 m2)
- Trọng lượng rỗng: 10.640 lb (4826 kg)
- Trọng lượng có tải: 14.355 lb (6511 kg)
- Động cơ: 2 × Pratt & Whitney R-1340-AN-1 Wasp, 600 hp (447 kW) mỗi chiếc

Hiệu suất bay
- Vận tốc cực đại: 207 mph (333 km/h)
- Tầm bay: 850 dặm (1368 km)
- Trần bay: 18.900 ft (5760 m)

Vũ khí trang bị
- 4 x súng máy 0.3in (7,62mm)
- 10 x quả bom 100lb (45kg)